# Isauro Yosa
Isauro Yosa conocido como 'Mayor Lister' (Natagaima, Tolima; 2 de febrero de 1910-Bogotá; ?), fue un dirigente agrario, comunista, y guerrillero colombiano.

## Biografía
Originario de Natagaima (Tolima), trabajó en Guamo (Tolima) y prestó el servicio militar. En 1930 llega a Chaparral (Tolima) donde trabaja como jornalero. Posteriormente se une a la Unión Nacional Izquierdista Revolucionaria (UNIR), movimiento gaitanista y tras su disolución, se une al Partido Comunista Colombiano. Fue presidente de la liga campesina de Irco y El Limón en Chaparral, en la que lideró la lucha por la tierra de los colonos de la región. Organizó huelgas que resultaron victoriosas, una de ellas fue sobre el peso del café en Chaparral, donde estaban robando a los recolectores y estos organizaron una huelga, donde se les reconocieron sus derechos. Fue concejal de Chaparral en 1938 y desde 1949 se dedicó a la organización de la resistencia campesina.

"Yo era el jefe de los comunistas y el único que había prestado servicio militar […].
Tocaba afrontar. Mandé la familia para Chaparral y me fui a frentear"...
Isauro Yosa

### La Violencia
Durante La Violencia se une a las guerrillas liberales y comunistas del Sur del Tolima donde fue apodado como 'Mayor Lister', en homenaje a un combatiente de la Guerra Civil Española. Emprendió una marcha con familias campesinas desde Combeima hasta El Davis. En esta hacienda se reunieron familias de Coyaima, Irco, Chaparral, entre otros lugares, llegando a reunir más de 2000 personas, donde los liberales fueron conocidos como 'limpios' y los comunistas como 'comunes', todos huyendo de 'los chulavitas' y de la represión de las Fuerzas Militares. Yosa hizo parte del Comando Conjunto o Estado Mayor de El Davis en Chaparral (Tolima), organizado por Gerardo Loaiza, con otros guerrilleros como Manuel Marulanda, Ciro Trujillo, Jacobo Prias Álape, Jesús María Oviedo, Luis Alfonso Castañeda, entre otros. Tras la división entre 'limpios' y 'comunes', Yosa organiza una columna de marcha de familias campesinas hacia Villarrica (Tolima), donde se unirían a otros grupos guerrilleros y serían atacados por las Fuerzas Militares. Luego de ser expulsados de Villarrica en 1955, se organizaron en Marquetalia, Planadas (Tolima). Yosa fue detenido en Villarrica y junto a otros detenidos en la 'Guerra de Villarrica' fueron enviados a un campo de concentración.
Participó en la fundación de las guerrillas de la República de Marquetalia en 1964, conocidas como Bloque Sur, posteriores FARC-EP. Posteriormente se retiraría a la clandestinidad.
Murió en Bogotá.